# Excalibur (film)
Excalibur è un film del 1981 diretto da John Boorman.
Il film è tratto dal libro La morte di Artù di Thomas Malory.

## Trama
Re Artù è figlio di Uther Pendragon e Igraine, sposa del Duca di Cornovaglia Gorlois. Artù viene concepito con l'inganno, giacché la moglie del duca viene sedotta e fecondata da un Uther che ha assunto le sembianze di Gorlois, colpito dalla bellezza della donna. L'inganno è reso possibile grazie alla magia del mago Merlino e al potere della spada Excalibur, che è stata consegnata al mago da una Dama che vive in fondo ad un lago. Per ottenere l'aiuto del mago Uther promette a Merlino che gli avrebbe affidato il figlio nato dalla notte di passione con Igraine, ma (vinto dalle preghiere della donna) quando il mago si presenta a ricordare al re la sua promessa lo insegue per convincerlo a restituirgli il bambino. Caduto in un'imboscata dei fedeli di Gorlois, prima di morire Uther conficca la spada Excalibur in un masso profetizzando che solo un re potrà estrarla. Il neonato Artù viene consegnato da Merlino a Sir Hector, un nobile "minore" il quale lo alleva come un proprio figlio. Artù diviene lo scudiero del fratello maggiore acquisito, Kay, ma è totalmente ignaro della sua vera identità.
Le terre sono da tempo senza un Re, il caos regna e il popolo necessita di una nuova e valorosa guida. Colui che sarà in grado di estrarre la spada Excalibur dalla roccia in cui è collocata potrà essere Re, ma nessun cavaliere era stato finora in grado di farlo. Quasi per caso il giovane Artù riesce ad estrarre Excalibur dalla sua collocazione, essendo lui stesso figlio di Uther; la comparsa di Merlino sulla scena sarà chiarificatrice per lui.
Tuttavia, per molti nobili Artù non può essere un re: egli non è neppure un cavaliere ed è troppo giovane ed inesperto; tuttavia, alcuni di loro sono disposti a sostenere il nuovo sovrano, quindi si arriva alla guerra. Artù, educato da Merlino, si dimostra subito estremamente valoroso e capace: accorso in aiuto del vassallo Leodegrance che aveva preso le sue parti, riesce a sconfiggere in battaglia i suoi nemici. Artù diviene amatissimo dal suo popolo, restaura finalmente un governo stabile ed unisce il paese. Si innamora della bella Ginevra, figlia di Leodegrance. Al suo fianco si schiera anche l'impavido Lancillotto, un cavaliere eccelso, mai battuto in duello da nessun avversario, tranne che da Re Artù in persona (ma con l'aiuto di Excalibur), che diventerà il più amato e fidato cavaliere del re. Proprio a lui, infatti, Artù affida il compito di portare nella sua nuova reggia, a Camelot, la sua futura regina; ma sarà a causa di questo incontro che Lancillotto e Ginevra si innamoreranno di un amore proibito.
In ogni caso, il regno sembra ormai saldo e tranquillo, ma invece alcuni nemici bramosi di potere stanno tramando nell'oscurità; la sorellastra di Artù, Morgana (anch'ella figlia di Igraine) sta diventando una maga potente, avversaria di Merlino e quindi anche di Artù. Per sua istigazione, Galvano oltraggia la regina, ma verrà sconfitto in duello da Lancillotto. Nel frattempo, però, ella riesce a convincere Merlino a rivelargli i propri segreti e, soprattutto, "la magia del fare" (Anaal nathrakh, urth vas bethud, dokhjel djenve) con la quale imprigiona il mago in una colonna di ghiaccio. Nel frattempo Ginevra e Lancillotto cederanno all'amore, ormai troppo forte, e Artù, una volta scoperto l'inganno, per ira abbandona Excalibur tra i due amanti, coricati nella foresta, infiggendola come fece suo padre nella terra; la stabilità del regno è infranta. Morgana con l'inganno riesce a concepire un figlio dal fratellastro, che in quanto figlio del Re è erede al trono di Camelot; inoltre, riesce a corrompere diversi cavalieri della tavola rotonda prima fedeli ad Artù.
Iniziano carestie, la gente è ridotta in povertà e fame; Camelot è in decadenza. Artù è ormai quasi infermo, senza più la guida di Merlino e l'amore di Ginevra, che pentita si chiude in un convento. Anche Lancillotto vaga senza meta, disperato per aver tradito il suo Re. Ormai la speranza sembra aver abbandonato ogni cosa, Morgana e il suo crudele figlio, Mordred, sembrano aver vinto, ma una luce resta ancora accesa: un cavaliere di nome Parsifal (che precedentemente era stato lo scudiero di Lancillotto) riesce a trovare il Santo Graal, grazie al quale ridona energia e vita al morente Artù, e quindi alla sua terra, che con lui è un tutt'uno.Il Re ricostruisce l'esercito, recupera Excalibur dalla moglie Ginevra, la quale aveva conservato la spada nel convento, e si uniscono a lui anche Lancillotto, il padre adottivo e il fratello adottivo Kay; quindi marcia verso le truppe di Mordred per la battaglia finale di Camlann. Inoltre l'affetto di Artù riesce a liberare lo spirito di Merlino. Il mago fa visita a Morgana in sogno e la inganna a sua volta, annullando la magia con cui la donna aveva bloccato il suo invecchiamento (e sarà proprio Mordred, orripilato dalla vista della madre invecchiata, a ucciderla) ed invocando una fitta nebbia che ostacolerà le altrimenti troppo numerose truppe di Mordred. Alla fine della cruenta battaglia, ferito mortalmente da Mordred, che uccide a sua volta, Artù viene trasportato nell'isola immortale di Avalon, mentre Parsifal, su suo ordine, rigetta Excalibur nel lago ove viene ripresa dalla Dama: risorgerà solo quando "un giorno verrà un altro re".

## Produzione
La sceneggiatura è stata scritta da Rospo Pallenberg e da John Boorman, ed è principalmente un adattamento all'opera di Thomas Malory, La morte di Artù (1469-70).
Il film è stato girato in Irlanda, precisamente nelle contee di Wicklow, Tipperary e di Kerry. Il Cahir Castle è stato scelto come sede per il castello di Leodegrance, dove nel suo fossato, Uryens nominò Re Artù cavaliere.
Excalibur è stato il film più visto durante il weekend in cui è uscito nelle sale cinematografiche, 10-12 Aprile 1981, incassando 34967437 $ negli Stati Uniti.
Nel cast sono presenti diversi attori britannici all'epoca non ancora famosi come Helen Mirren, Patrick Stewart, Ciaran Hinds e Liam Neeson, e come l’attore irlandese Gabriel Byrne.

## Colonna sonora
La colonna sonora originale è di Trevor Jones, ma alcuni tra i momenti più suggestivi sono accompagnati da brani di Wagner (Tristano e Isotta, Parsifal e Marcia funebre di Sigfrido), e dai Carmina Burana di Carl Orff. Questi ultimi guadagnarono fama internazionale grazie all'impiego nel film.

## Distribuzione
Presentato in concorso al 34º Festival di Cannes, ha valso al regista un premio per il contributo artistico.

## Accoglienza

### Incassi
Excalibur è stato il film numero uno durante il weekend di apertura del 10-12 aprile 1981, guadagnando alla fine 34967437 $ negli Stati Uniti.

### Critica
Il film ha ricevuto recensioni miste. Su Rotten Tomatoes ha una valutazione dell'80% "Certificato fresco" basato su 45 recensioni. Su Metacritic ha un punteggio del 56% in base alle recensioni di 10 critici.
Roger Ebert l'ha definita sia una "visione meravigliosa" che "un disastro". Approfondendo ulteriormente, Ebert ha scritto che il film è stato "un resoconto dell'andirivieni di figure arbitrarie, incoerenti e oscure che non sono eroi ma semplicemente giganti impazziti. Tuttavia, è meraviglioso da guardare". Vincent Canby ha scritto che mentre Boorman prendeva sul serio i miti arturiani, "li ha usati con una pretenziosità che oscura la sua visione". Nella sua recensione su The New Yorker, Pauline Kael ha scritto che il film aveva una sua "folle integrità", aggiungendo che le immagini erano "appassionate" con una "qualità ipnotica". Secondo lei, il dialogo era "quasi atroce". Ha concluso scrivendo che "Excalibur è tutte le immagini che lampeggiano... Ci manca l'intensità drammatica che ci aspettiamo che le storie abbiano, ma c'è sempre qualcosa da guardare".
Altri hanno elogiato l'intero film, con Variety che lo ha definito "una miscela quasi perfetta di azione, romanticismo, fantasia e filosofia". Sean Axmaker di Parallax View ha scritto "Il magnifico e magico Excalibur di John Boorman è, a mio avviso, la più grande e ricca incarnazione cinematografica della storia spesso raccontata". In una recensione successiva sull'uscita del film in DVD, David Lazarus di Salon ha notato il contributo del film al genere fantasy, affermando che si trattava di "una lussureggiante rivisitazione della leggenda di Re Artù che stabilisce un record tra i film di spada e stregoneria." Uno studio di Jean-Marc Elsholz dimostra quanto il film Excalibur sia stato ispirato dalla tradizione romanza arturiana e dalle sue intersezioni con le teorie medievali della luce, in particolare nella narrativa estetica/visiva del film di Boorman piuttosto che nella sola trama".
Christopher John ha recensito Excalibur in Ares Magazine #9 e ha commentato che "Excalibur è un film incredibilmente grande e un pezzo di cinema incredibilmente intricato e affascinante. È un bel prologo per l'ondata di film fantasy in attesa di uscita quest'anno".
Il film ha caratterizzato molti attori all'inizio della loro carriera che in seguito sono diventati molto famosi, tra cui Helen Mirren, Patrick Stewart, Liam Neeson, Gabriel Byrne e Ciarán Hinds. Per la sua interpretazione di Merlino, Nicol Williamson ha ricevuto ampi consensi. Il Times nel 1981 scrisse: "Gli attori sono guidati dall'arguto e perspicace Merlino di Williamson, mancato ogni volta che è fuori dallo schermo".
Nel 2009, Zack Snyder disse che Excalibur era il suo film preferito, definendolo "l'incontro perfetto tra film e mitologia".

## Riconoscimenti
- 1981 - Festival di Cannes
  - Premio per il contributo artistico a John Boorman
- 1982 - Premio Oscar
  - Candidatura Miglior fotografia ad Alex Thomson

## Influenza culturale
- Una versione ridotta della formula della "Magia del Fare" è stata usata dal lottatore della WWE The Undertaker durante l'introduzione del The Ministry of Darkness nel 1999. Questa formula "Anal nathrakh, urth vas bethud, dokhjel djenve" tradotta in italiano è: "Per il respiro del drago, per la magia della vita e della morte, io ti ordino di fare". La stessa formula era scherzosamente utilizzata anche da Paolo Bonolis durante i suoi quiz come esorcismo per allontanare la sfortuna dai concorrenti.
- Il brano dei Metallica To Live is to Die, contenuto nell'album ...And Justice for All e scritto dal defunto bassista Cliff Burton, prende spunto dal film per la frase "When a man lies, he murders some part of the world".
- Nel film Ready Player One del 2018 diretto da Steven Spielberg, il personaggio i-R0k utilizza la formula della "magia del fare" per attivare un artefatto magico prima dello scontro sul pianeta Doom.
- La formula della "Magia del Fare" viene usata dal gruppo power metal Domine nell'introduzione del brano "Army of the dead", nel loro primo album "Champion Eternal".